# Ribes nigrum
Ribes nigrum (L., 1753), comunemente noto come ribes nero, è una pianta appartenente alla famiglia delle Grossulariaceae, originaria di Europa e Russia asiatica.
Oltre al ribes nero, esistono anche il ribes rosso e il ribes bianco.

## Distribuzione e habitat
La pianta è originaria delle zone montuose dell'Eurasia, ed è spontanea nel nord e nel centro dell'Europa e in Asia settentrionale.

## Descrizione
L'arbusto è alto fino a 2 metri con fogliame deciduo e fusti ramosi. La corteccia è liscia, da chiara a rossastra nei fusti giovani, mentre diviene scura nei fusti vecchi. Le foglie sono grandi, piane, picciolate, con tre - cinque lobi, apice acuto e margine dentato. La pagina inferiore, coperta da un leggero tomento, è ricca di ghiandole giallastre dalle quali emana un caratteristico odore. I fiori appaiono in primavera, raccolti in racemi pendenti, sono pentameri, di colore verde-biancastro, poco appariscenti. I frutti, delle bacche nere globose ricche di semi con all'apice le vestigia del fiore, compaiono in agosto-settembre. Si differenzia molto dal ribes rosso per il colore, l'aroma, il sapore e destinazione dei frutti. Le foglie, le gemme ed i frutti sono intensamente profumati per la presenza di ghiandole contenenti oli essenziali.

## Coltivazione

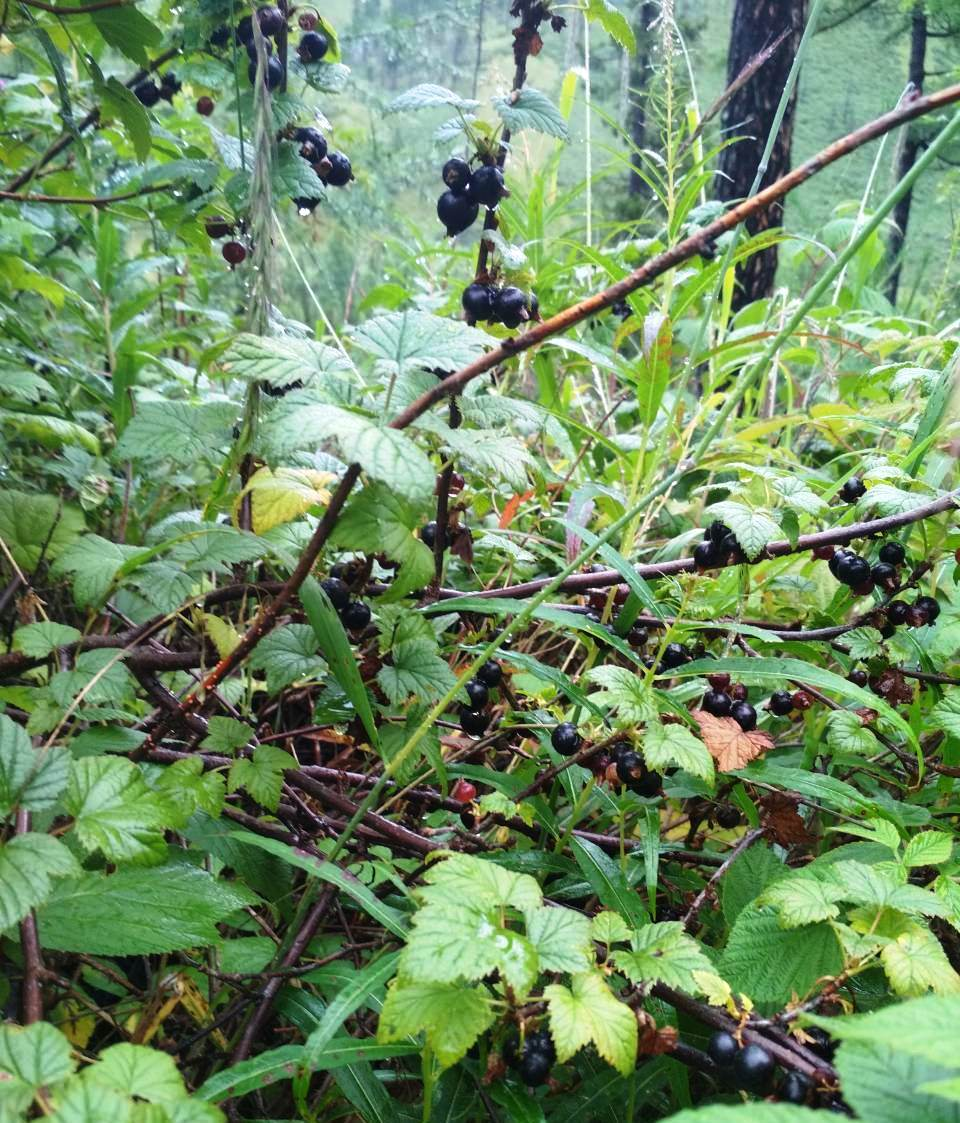
Ribes nero nelle montagne del distretto di Zakamensky, in Buryatia, Russia

Il ribes nero viene coltivato prevalentemente a scopo alimentare, ma negli ultimi anni sta prendendo sempre più piede la finalità terapeutica. Il terreno consigliato è caratterizzato da un impasto medio, sciolto, ricco di humus e tendente all'acido. La distanza consigliata tra le file è di 3 metri mentre sulla fila è sufficiente lasciare 1,5 m tra un individuo e l'altro. La moltiplicazione della specie avviene principalmente per talea di ramo. Salvo particolari condizioni non necessita di interventi irrigui.
Tenendo presente che il ribes fruttifica prevalentemente sui rami di un anno e poco su quelli corti e inseriti su legno vecchio, l'operazione di potatura deve essere rivolta ad assicurare il rinnovo delle vegetazione.

## Usi

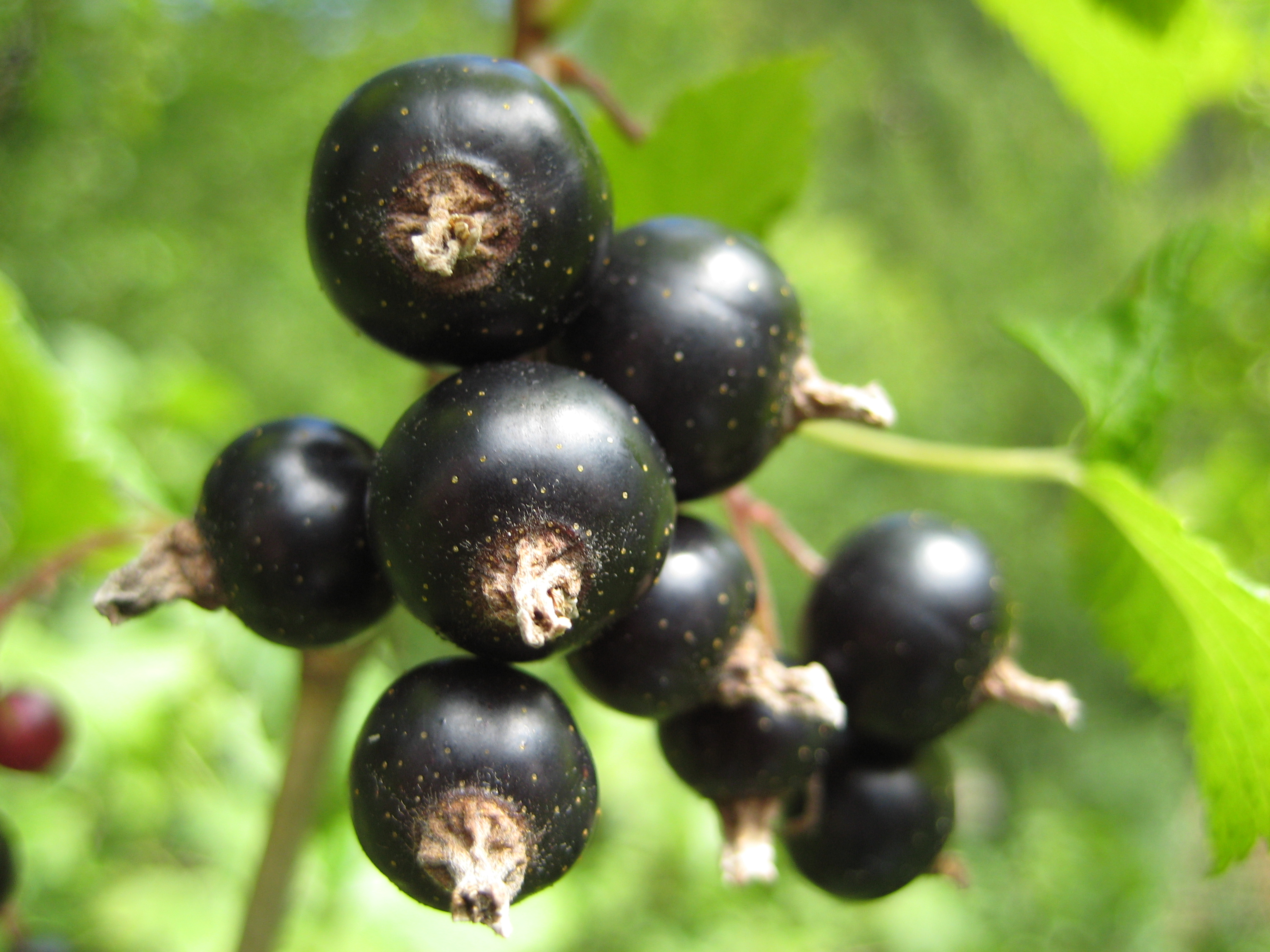
Bacche di Ribes nigrum

### Alimentari
È alla base della Crème de cassis (cassis è il nome francese del ribes nero), un liquore a 20% vol con cui si prepara il kir, con l'aggiunta di vino bianco.

### Terapeutici
Secondo il Callo viene utilizzato in fitoterapia e gemmoterapia per stimolare le ghiandole surrenali a produrre cortisolo, un cortisone endogeno che aiuta l'organismo a reagire alle infiammazioni. Utilizzato anche per malattie cutanee (eczema e psoriasi). Il cortisolo genera una reazione essenziale ad ogni tipo di stress o lesione. Stimola la conversione di proteine in energia ed elimina le infiammazioni, inibisce inoltre temporaneamente l'azione del sistema immunitario.

## Galleria d'immagini

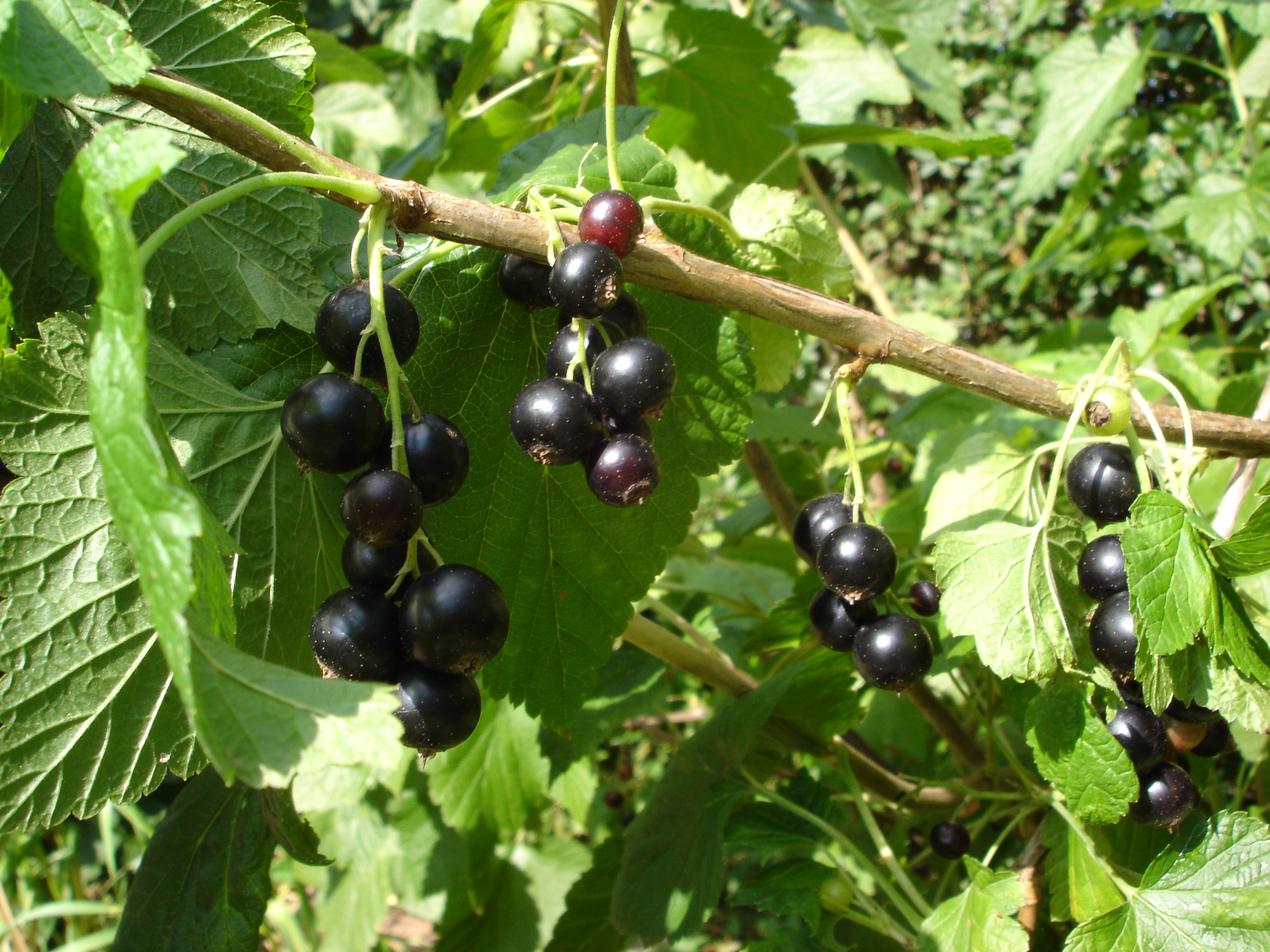
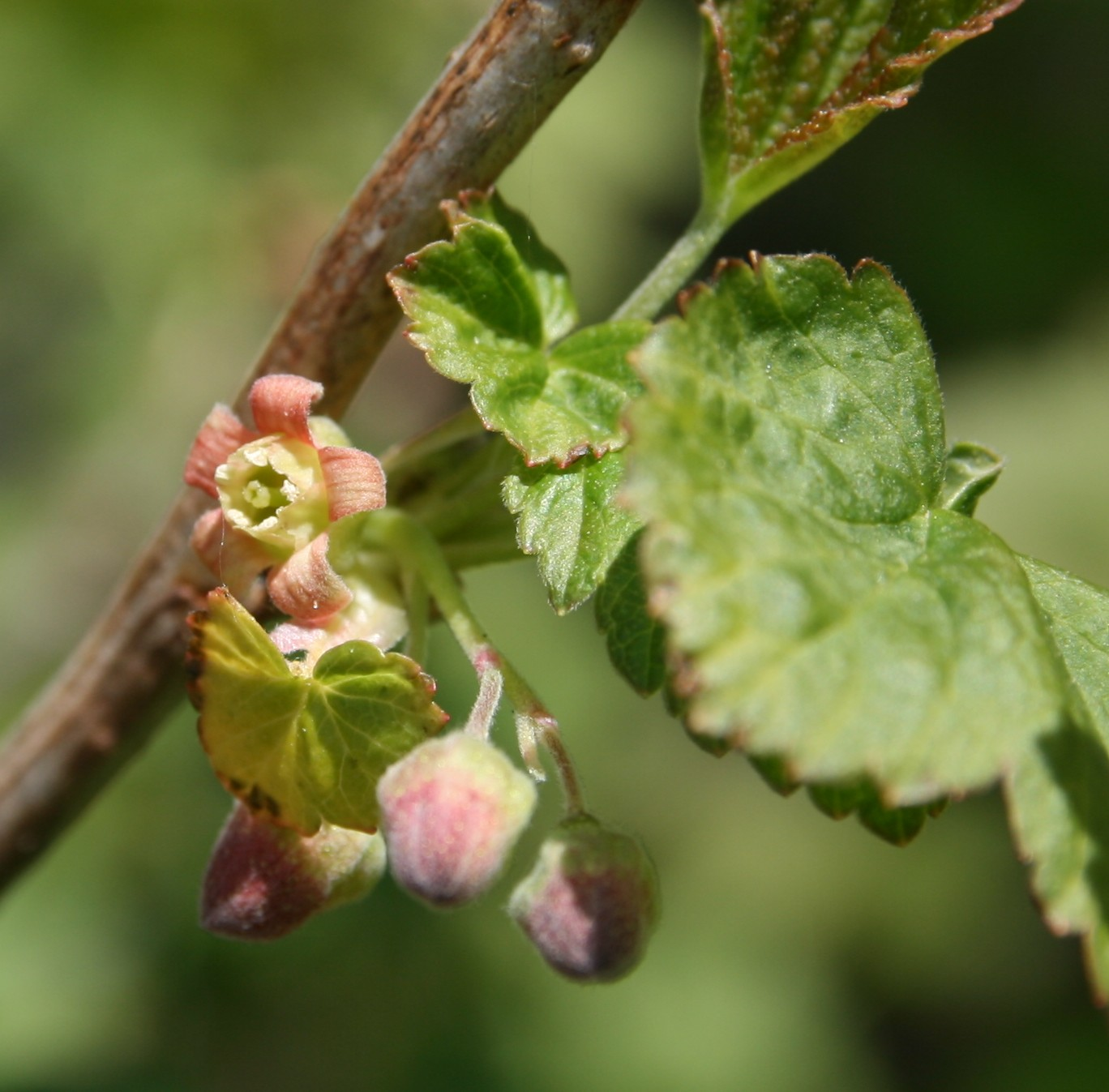
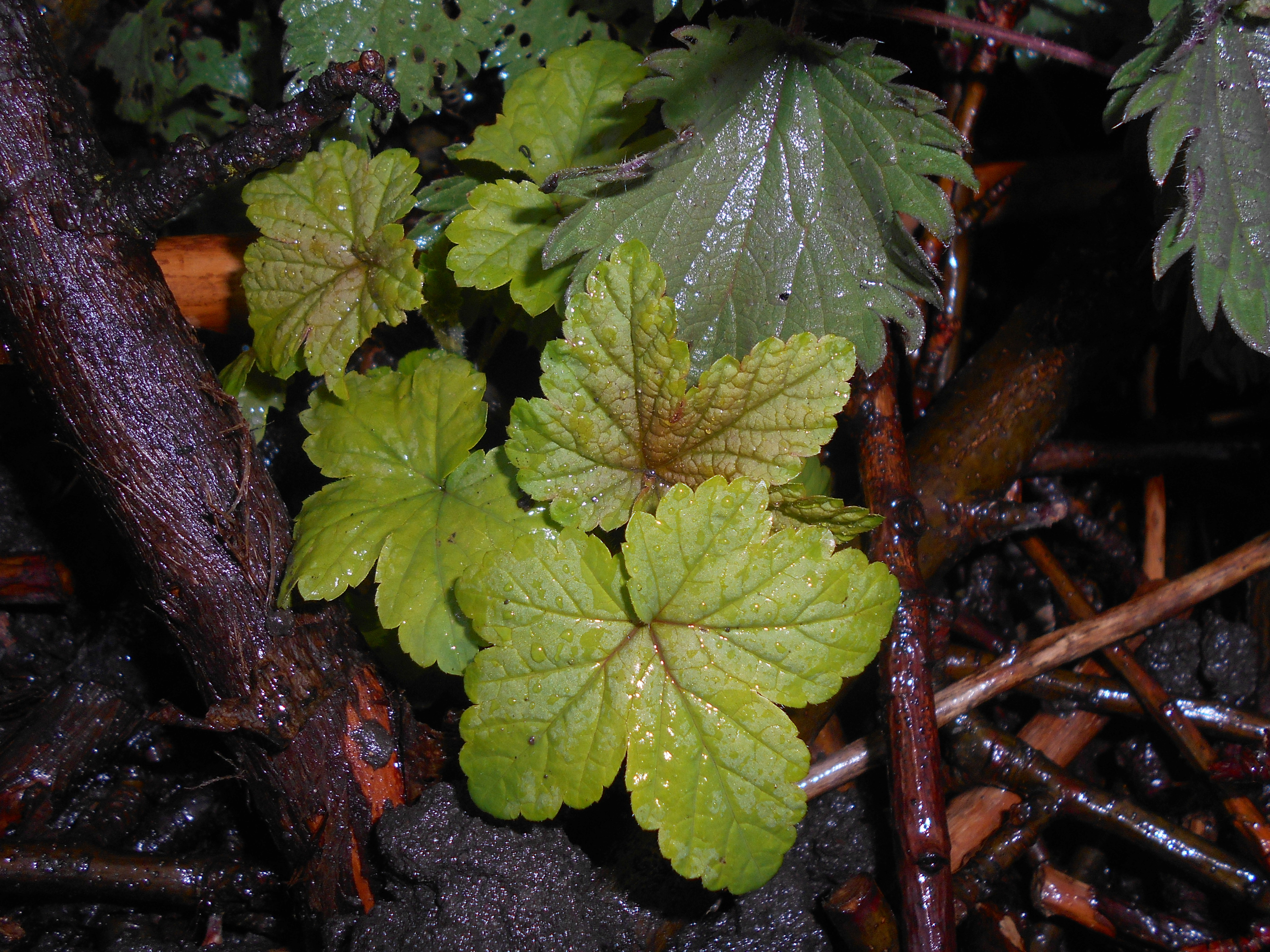
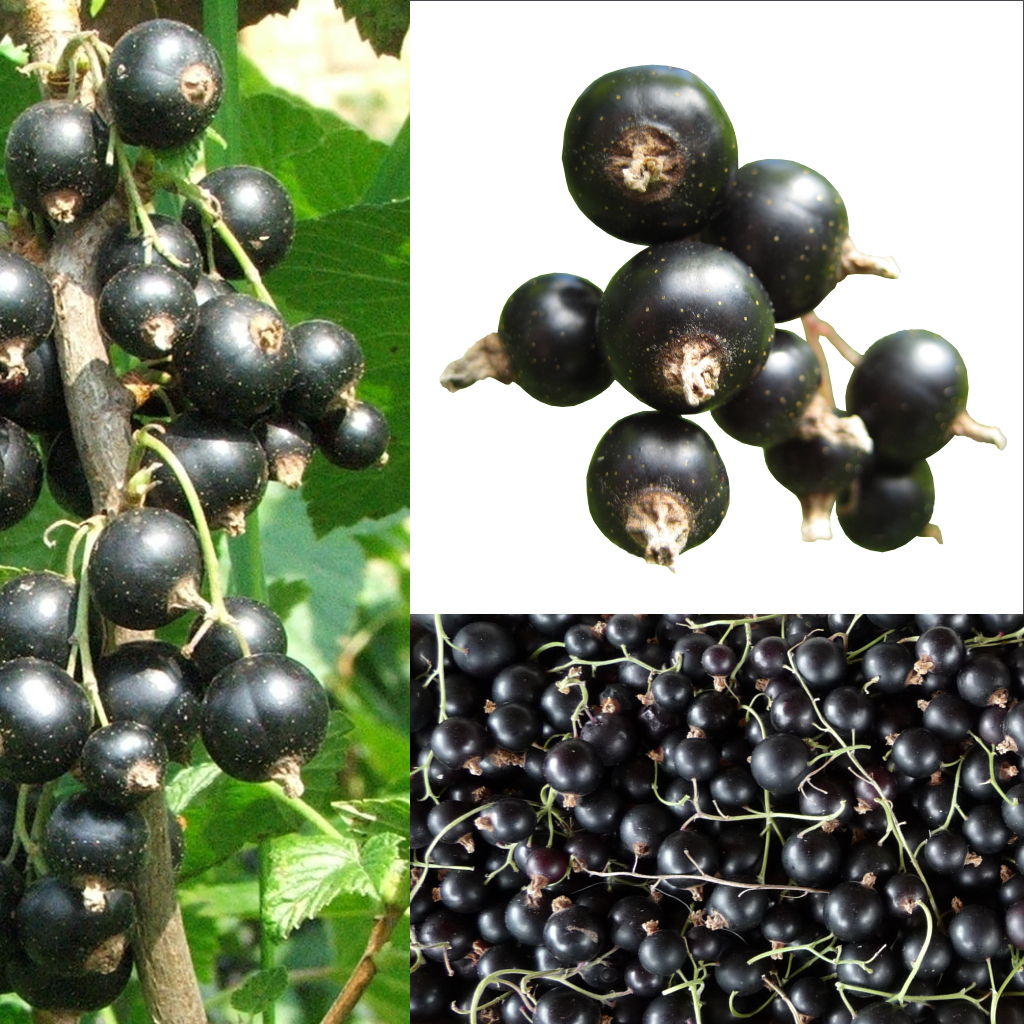
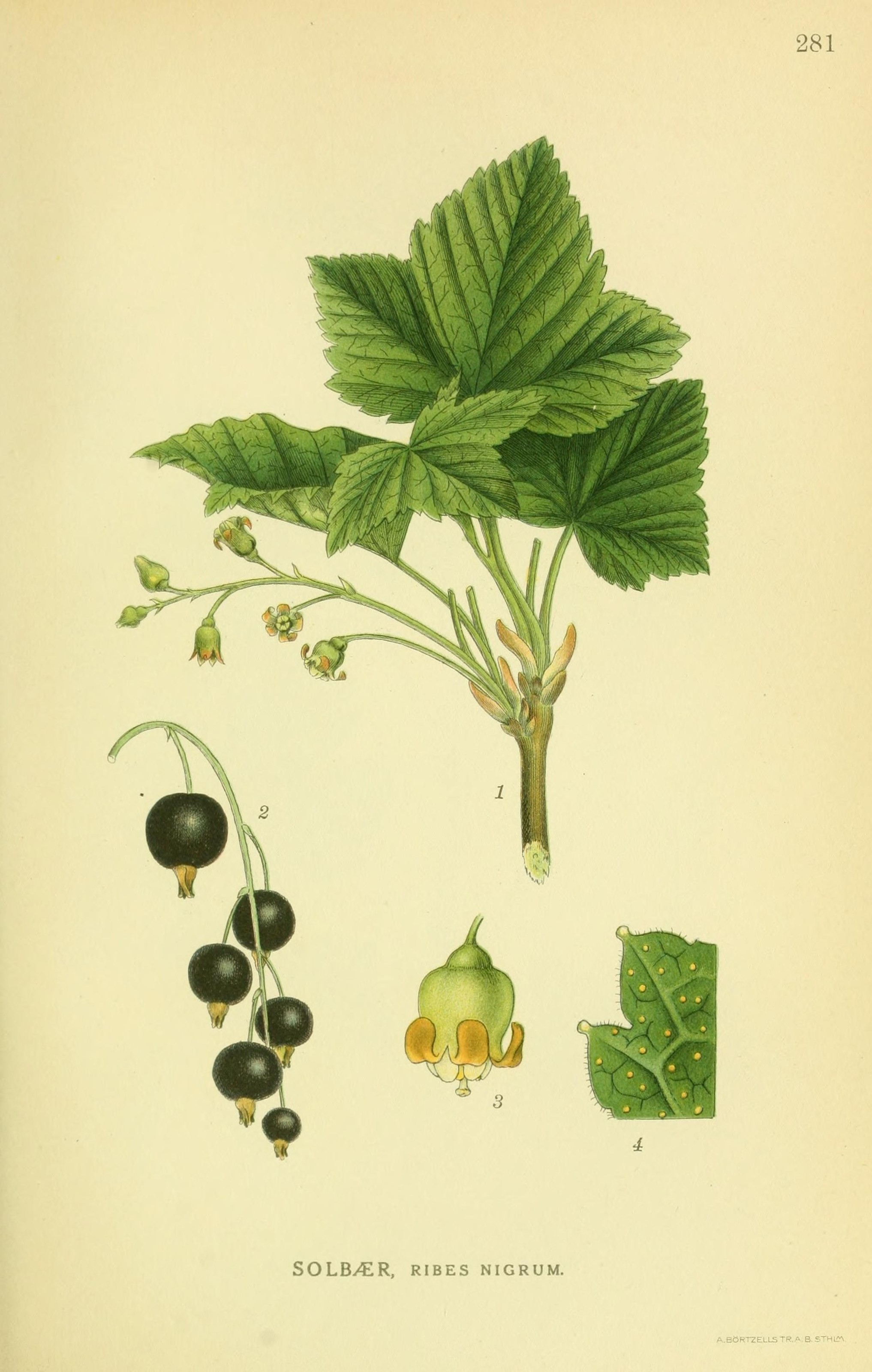
Tavola botanica